# Holmtjärnen (Överluleå socken, Norrbotten)
Holmtjärnen är en sjö i Bodens kommun i Norrbotten och ingår i Altersundets huvudavrinningsområde.